# Sołotwa
Sołotwa – rzeka w woj. podkarpackim w powiecie lubaczowskim. Jest prawym dopływem rzeki Lubaczówki. Wypływa z terenów Roztocza na Ukrainie, do miejsca przyjęcia prawego dopływu Glinianki, koło wsi Basznia Górna, nosi nazwę Smolinka. 
W Polsce przepływa przez Lubaczów i wsie: Załuże, Antoniki, Mokrzyca, Bałaje.